# Utsalady
Utsalady (korábban Utsaladdy, lushootseed nyelven ʔəcəladiʔ) az Amerikai Egyesült Államok északnyugati részén, Washington állam Island megyéjében elhelyezkedő önkormányzat nélküli település.
A térség első lakói kikiallus indiánok voltak, akik a helyet Doksk Aidnek nevezték. Az első fehér telepesek 1853-ban érkeztek ide.

## Fordítás
- Ez a szócikk részben vagy egészben  az   Utsalady, Washington című angol Wikipédia-szócikk ezen változatának fordításán alapul.  Az eredeti cikk szerkesztőit annak laptörténete sorolja fel. Ez a jelzés csupán a megfogalmazás eredetét és a szerzői jogokat jelzi, nem szolgál a cikkben szereplő információk forrásmegjelöléseként.